# 羅伊·蓋格
羅伊·斯坦利·蓋格（英語：Roy Stanley Geiger，1885年1月25日—1947年1月23日），美國將軍，瓜達爾卡納爾仙人掌航空聯隊長，美國太平洋艦隊陸戰隊司令，指揮過野戰集團軍的唯一陸戰隊人員。追贈海軍陸戰隊上將。

## 生平
羅伊·蓋格生於佛羅里達州米德堡，1907年大學畢業後當了幾個月律師，12月加入海軍陸戰隊。1909年被晉升少尉，先後在水面艦艇、加勒比海地區、菲律賓和中國服役，1915年晉升中尉。1917年晉升上尉，並成為完成飛行員訓練的第50名海軍陸戰隊軍官。
1918年晉升少校，任駐法國的第一航空隊飛行中隊長。執行過多次轟炸任務。1919-1921年在夏威夷駐防，1921-1924年任駐弗吉尼亞州的第三海軍陸戰旅第一航空隊隊長。1925年和1929年先後畢業於指揮與參謀學院、陸軍軍事學院。1934年晉升中校，任陸戰隊第一飛行大隊大隊長。1941年畢業於美國海軍軍事學院，晉升準將，任陸戰隊第一飛行聯隊司令。
1942年9月至1943年2月，指揮總部設於亨德森機場的駐瓜達爾卡納爾航空聯隊，大顯神威，逼得日本聯合艦隊根本不敢白天活動。1943年任陸戰隊司令部航空兵處處長，晉升少將。此後接替亞歷山大·范德格里夫特任第一陸戰兩棲軍軍長，參加關島戰役。全殲日軍第29師團，擊斃其師團長高品彪。
後改任第三兩棲軍軍長，指揮奪佔帕勞群島貝里琉的戰鬥（貝里琉戰役），傷亡慘重。在美國第十集團軍編成內參加沖繩戰役、在小西蒙·玻利瓦爾·巴克納陣亡後和約瑟夫·史迪威未到之前臨時指揮第十集團軍作戰，是海軍陸戰隊第一位也是唯一一位指揮過野戰集團軍作戰的軍官。
1945年7月任太平洋艦隊陸戰隊司令，晉升中將。1946年11月回華盛頓任職，1947年1月23日正準備退役前死於馬里蘭州貝塞斯達，1947年7月國會追授榮譽上將。